# Hemne
Hemne est une ancienne commune norvégienne située dans le comté de Trøndelag. Le 1er janvier 2020, elle a fusionné avec Halsa et une partie de Snillfjord pour former la commune de Heim.

## Personnalités
- Erik Hoftun, footballeur norvégien né à Kyrksæterøra le 3 mars 1969.